# Cinema da Bolivia
Predefinição:Infobox cinema market
O Cinema da Bolívia compreende todo filme e vídeo feito em território Boliviano ou por cineasta de descendência Boliviana. Embora a infraestrutura fílmica do país seja muito pequena para ser considerada uma indústria cinematográfica, a história do cinema da Bolívia é muito rica. A Bolívia tem produzido longas-metragens consistentemente desde os anos 1920’s, muitos deles sendo documentários ou com uma visão documental sobre determinado assunto. O historiador cinematográfico José Sánchez-H observou que os temas predominantes de muitos filmes Bolivianos são a cultura e ancestralidade indígena do país e a luta contra a opressão política. 

## História
O primeiro filme a ser exibido na Bolívia foi provavelmente projetado por um Vitascópio em 21 de junho de 1897. A imprensa fez mais alarde sobre os “atos ilícitos” praticados no escuro da sala de cinema do que os próprios filmes, fazendo assim com que autoridades impusessem dificuldades para as exibições, muitas das quais eram feitas em recintos domiciliares.O Cinematógrafo foi lançado em 1899, e em 1905 exibições populares eram realizadas em La Paz. Se testemunhou uma onda de filmes documentários nos anos 1910’s e 1920’s, filmes estes dirigidos por pioneiros cineastas multitalentosos que trabalhavam de modo artesanal. Vale de nota o La Gloria de la Raza (1926), dirigido por Luis Castillo em colaboração com o antropólogo Arturo Posnasky. Efeitos óticos e modelos em miniatura foram utilizados para representar o declínio e o desaparecimento da cultura Tiahuanaco, além de ajudar a alavancar a formação da Condor Mayku Films.
O primeiro filme feito na Bolívia foi Personajes históricos y de actualidad, em 1904. O único filme sobrevivente da era muda do cinema Boliviano é o Wara Wara, dirigido por José Velasco Maidana em 1930.  O primeiro filme sonoro foi Inferno Verde (também conhecido como La Guerra del Chaco, 1936), dirigido por Luis Bazoberry. O primeiro filme em cores foi Donde nace un império (1957), dirigido por Jorge Ruiz. 

### Instituto Cinematográfico Boliviano
O Instituto Cinematográfico Boliviano (ICB) foi criado em março de 1953 para promover o governo de Victor Paz Estenssoro no desabrochar da revolução nacional de 1852. Waldo Cerruto foi o primeiro diretor da ICB. Nessa época, o governo monopolizava a produção cinematográfica. Entre 1952 e 1956, o ICB elaborou 136 cinejornais. Em 1956, Jorge Ruiz assumiu a diretoria da ICB, sendo depois sucedido por Jorge Sanjinés em 1965. Dois anos depois, o governo interrompeu as atividades do ICB logo após Sanjinés exibir seu filme Ukamau (1966) porque as autoridades acreditavam que este poderia incitar o povo amairá. Todos os envolvidos no filme foram demitidos e os equipamentos e projetores utilizados na produção e exibição do filme foram transferidos ao Canal 7 – uma estação desenvolvida pelo governo militar do General René Barrientos. Sanjinés e sua equipe tomaram a dianteira e criaram um grupo que chamaram Ukamau em homenagem ao seu filme. 

### Novo Cinema Boliviano
Nos anos 1960’s, o Cinema Latino-Americano viu uma mudança geral em direção ao intelectualismo e a exploração de temas políticos similares, incluindo subdesenvolvimento e conflitos econômicos. Seguindo o Cinema Novo no Brasil e o Terceiro Cinema na Argentina, o Novo Cinema Boliviano buscava definir uma identidade nacional. Ideologicamente, o Terceiro Cinema queria fazer filmes para o povo junto com o povo. O movimento era uma rejeição ao cinema hollywoodiano, e se caracterizava pela filmagem em locações reais, pelo trabalho com não-atores e pelo uso de equipamentos baratos. Jorge Sanjinés é considerado um líder do movimento, tendo feito filmes como Yawar Malku (1969), e A nação Clandestina (1989), que analisam o tratamento histórico e atual dos povos amairás. Muitos cineastas lutaram contra a censura exercida pelas autoridades do governo e contra as críticas da grande mídia dentro da Bolívia, que atacavam os filmes pelo seu direcionamento esquerdista e pelo foco nas causas indígenas.Por exemplo, em 1953, autoridades bolivianas tentaram bloquear o acesso do filme Vuelve, Sebastiana ao Servicio Oficial de Difusión Radiotelevisión y Espectáculos porque “um filme sobre os indígenas não poderia jamais representar a Bolívia em um festival de cinema num país estrangeiro”. Mesmo assim, o embaixador boliviano contrabandeou uma cópia da película e a inscreveu no festival, no qual Vuelve, Sebastiana ganhou o prêmio principal na categoria etnográfica do festival. 

### Lei do Cinema Boliviano
Em 1991, o governo boliviano aprovou uma lei estabelecendo o Conselho Nacional Autônomo do Cinema (CONACINE). O fundo de desenvolvimento do cinema do conselho empresta “até cem mil dólares pela produção de filmes a uma taxa de juros de 7% e com apenas dois anos para pagar”. O cineasta Jorge Luiz salientou que a lei não foi aplicada com eficácia, e continua difícil garantir fundos básicos para produção de filmes na Bolívia.

### Era digital
O cinema boliviano se transformou com o advento das novas tecnologias em formato digital. Edição feita em meios eletrônicos permitiram que produções menores e mais baratas chegassem a luz. Isso proporcionou um salto de uma media de dois longas-metragem por ano para mais de uma dúzia em 2010.  Mesmo com os custos de produção mais baratos que no passado, produtores independentes de cinema ainda precisam fazer grandes sacrifícios para financiar seus projetos. Patrick Cordova, escritor, produtor e diretor de Erase una ves en Bolivia, teve que, por exemplo, vender seu carro para terminar o filme. Muitos dos filme ainda são sobre realismo social e denúncia social, mas também são feitos filmes de gênero e existe também um cinema de autor. Diretores notáveis incluem Juan Carlos Valdivia, Eduardo López, e Alejandro Pereyra.
Esses formatos mais acessíveis também permitiram a Bolívia fomentar uma forte comunidade ao redor dos filmes indígenas. O Centro de Educação e Produção Cinematográfica (CEFREC) é uma organização dedicada a promover produções em filme e vídeo entre nações indígenas da Bolívia. Ian Sanjinés, filho de Jorge Sanjinés, fundou o centro em 1989. A CEFREC ofereçe treinamento técnico em som, produção, pós-produção e roteiro para as nações indígenas de aimará, guaraní, trinitatio e quechua. Um dos cineastas indígenas envolvidos com a CEFREC explica que “O vídeo serve como um meio para salvar aquilo que nossos antepassados não podem mais contar.” 

## Diretores notáveis
- Violeta Ayala
- Beatriz Azurduy Palacios
- Luis castillo
- Alfonso Gumucio Dagron
- Yashira Jordán
- José María Velasco Maidana
- Jorge Sanjinés
- Ivan Sanjinés